# Prosevania kivuana
Prosevania kivuana är en stekelart som först beskrevs av De Saeger 1943.  Prosevania kivuana ingår i släktet Prosevania och familjen hungersteklar. Inga underarter finns listade i Catalogue of Life.